# Margareta Tudor
Margareta Tudor (n. 28 noiembrie 1489, Londra, Regatul Angliei – d. 18 octombrie 1541, Methven Castle⁠(d), Scoția, Regatul Unit) a fost prima fiică a regelui Henric al VII-lea al Angliei și a Elisabetei de York și sora mai mare a regelui Henric al VIII-lea al Angliei. În 1503 s-a căsătorit cu Iacob al IV-lea al Scoției. Fiul ei cu regele Scoției a devenit regele Iacob al V-lea iar fiica lui a devenit Maria, regină a Scoției.
În plus, Margareta prin cea de-a doua sa căsătorie, a fost bunica soțului Mariei Stuart, Lordul Darnley. Prin căsătoria sa cu Iacob se prefigura unirea coroanelor; strănepotul ei va deveni rege al Angliei și al Scoției.

## Biografie

### Viață timpurie
Margareta s-a născut la 28 noiembrie 1489 în Palatul Westminster din Londra, fiica regelui Henric al VII-lea și al soției sale Elizabeth de York. A fost cel de-al doilea copil și prima fiică a părinților ei. Frații ei au fost Arthur, Prinț de Wales, viitorul rege Henric al VIII-lea, și Maria Tudor, care avea să devină pentru scurt timp regina Franței. Margareta a fost botezată în Sf. Margaret's, Westminster de ziua Sfântului Andrei (30 noiembrie).
Margaret a fost numită după Margaret Beaufort, contesă de Richmond and Derby, bunica ei paternă. Moașa la nașterea ei fusese Alice Davy.